# Station Annot
Station Annot is een spoorwegstation in de Franse gemeente Annot, aan de spoorlijn Nice - Digne-les-Bains.